# Volfango di Ratisbona
Volfango di Ratisbona, o Wolfango o Wolfgang (Pfullingen, 924 – Pupping, 31 ottobre 994), è stato un monaco cristiano e vescovo tedesco del X secolo; è venerato come santo da tutte le Chiese che ammettono il culto dei santi.
Il suo principale biografo fu Otolone (Otloh) dell'abbazia di Sant'Emmeram che, di poco più giovane, fu testimone diretto della gran parte degli eventi narrati. Un'altra Vita, ricca di episodi e miracoli, fu scritta da Arnoldo che, come Otolone, fu suo allievo.

## Biografia
Appartenente ad una famiglia benestante, ebbe un chierico come precettore nei primi anni; fu quindi allievo della famosa scuola dell'abbazia di Reichenau dove si distinse per talento e modestia sotto la guida di Stefano da Novara, illustre maestro dell'epoca. Strinse, in questi anni, una duratura amicizia con Enrico che successivamente divenne vescovo di Treviri e che fu determinante nelle successive decisioni della sua vita.
Durante gli studi, proseguiti poi a Würzburg, Volfango maturò una chiara vocazione monastica cui però non diede immediato seguito per le pressioni dell'amico Enrico, che lo volle con sé a Treviri come decano del Capitolo e scolastico.
Anche come insegnante Volfango si distinse, attirando frotte di giovani chierici alle sue lezioni.
Per tutta la durata del suo episcopato Enrico cercò di convincere Volfango ad assumere cariche pubbliche ed onorifiche, ottenendone però sempre un rifiuto. Alla morte dell'amico, Volfango si fece finalmente monaco scegliendo il monastero di Einsiedeln, noto per la rigidità con cui veniva applicata la regola benedettina. Era il 964 e Volfango aveva circa quarant'anni.
Intorno al 970 il vescovo Ulrico di Augusta lo ordinò sacerdote durante una visita al monastero. Dopo questo avvenimento e a seguito di una visione Volfango sentì un forte impulso a lasciare il monastero e a dedicarsi all'evangelizzazione di quei grandi territori dell'Europa centrale che stavano, in quegli anni, entrando in contatto con il Cristianesimo, come la Boemia e la Pannonia, attuale Ungheria. Come monaco errante ebbe scarso successo presso i Magiari e la sua missione portò pochissimi frutti. Non passò però inosservata al vescovo di Passavia Pellegrino, che convocatolo ne conobbe le grandi qualità e lo propose ad Ottone I per la nomina a vescovo di Ratisbona.
Con qualche resistenza nel 972 Volfango accettò di essere nominato vescovo di Ratisbona con un'autorità che copriva tutta la Boemia.
In qualità di vescovo si distinse per una condotta di vita santa, frugale e saggia. Contro le abitudini del tempo, tese ad accumulare poteri temporali, prese due coraggiose decisioni che consentirono lo sviluppo del Cristianesimo nelle terre a lui affidate: rinunciò alla Boemia per erigerla come diocesi autonoma con sede a Praga e rinunciò al priorato di Raichenau. In entrambi i casi volle infatti che nuovi giovani pastori (il vescovo e il priore) fossero a più stretto contatto con il popolo loro affidato per meglio sostenerne la fede. Quando nel 976 esplose una dura lotta tra Enrico il Litigioso e Ottone II, cui Volfango era fedele come a legittimo imperatore, si ritirò presso l'abbazia di Mondsee per poi rientrare a Ratisbona una volta terminato il conflitto. Questo breve ritiro è all'origine di una leggenda che lo vuole, in quel periodo, eremita tra i boschi, cosa che in seguito lo farà ritenere patrono dei boscaioli.
Nel 994, durante un viaggio pastorale lungo il Danubio, fu colto da una grave malattia; sentendosi vicino alla morte si fece trasportare nella vicina chiesa di Pupping dove si confessò, si comunicò e spirò ai piedi dell'altare la notte del 31 ottobre. Le sue spoglie furono trasferite solennemente nel monastero di Sant'Emmeram per la sepoltura. Attualmente le sue reliquie riposano nella cattedrale di Ratisbona.

## Eredità di uomini
Benché dotto e letterato e per lungo tempo insegnante, non si conoscono scritti di San Volfango; le parole che di lui si conoscono sono solo quelle tramandate dai suoi biografi. Decisiva e storicamente rilevabile è invece l'impronta che lasciò su quanti seguirono i suoi insegnamenti.
L'imperatore Enrico II, che divenne a sua volta santo, fu educato in gioventù proprio da San Volfango, assieme al fratello Bruno. Il suo discepolo prediletto, Tagino, divenne vescovo di Magdeburgo, mentre altri suoi tre condiscepoli lo divennero di Treviri, Liegi e Merseburgo. Un'altra sua discepola, Gisella, divenne moglie di Stefano I, re di Ungheria anch'egli santo.

## Culto
Volfango venne canonizzato il 7 ottobre 1052 da papa Leone IX durante una visita a Ratisbona, della quale Volfango era stato vescovo. La sua Memoria liturgica cade il 31 ottobre.
Moltissimi sono i miracoli a lui attribuiti sulla sua tomba.